# Caslino d’Erba
Caslino d’Erba (lombardul: Caslin) település Olaszországban, Lombardia régióban, Como megyében. Lakosainak száma 1653 fő (2023. január 1.). Caslino d’Erba Asso, Caglio, Canzo, Castelmarte, Erba, Faggeto Lario, Ponte Lambro és Rezzago községekkel határos.

## Népesség
A település népességének változása:
| Lakosok száma | 1691 | 1676 | 1653 |
|               | 2017 | 2018 | 2023 |